# جامعة وايومنغ

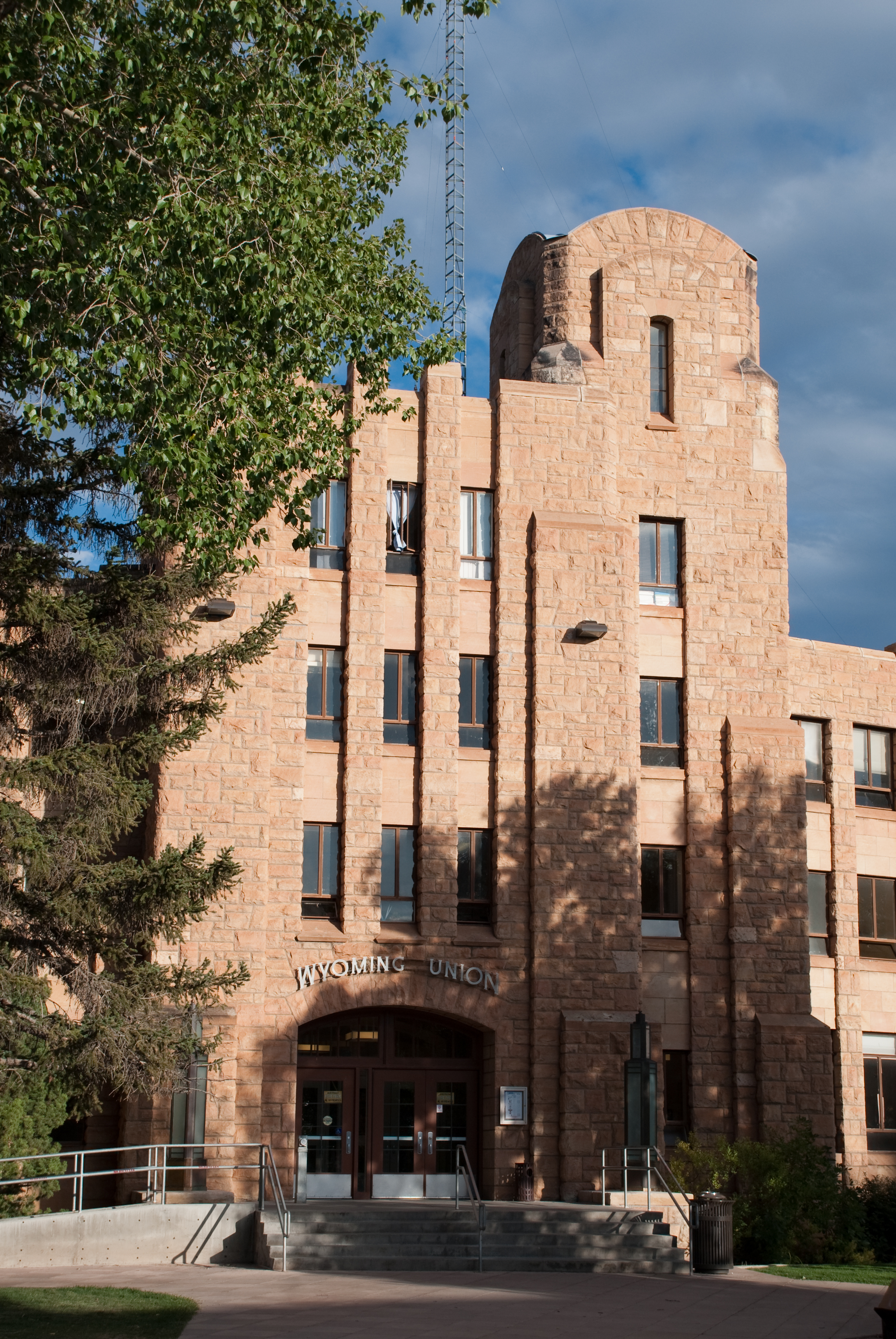
جامعه وايمونغ

تقع الجامعة في مدينة لارامي في ولاية وايومنغ الأمريكية على ارتفاع 2194 مترا عن سطح البحر.
أفتتحت الجامعة في سبمتمبر من عام 1886 وهي الجامعة الوحيدة في الولاية التي تدرس درجات البكلريوس وما فوقها. هي إحدى جامعات الأبحاث الوطنية خاصة في مجال الزراعة، المعادن والبترول.
تتكون الجامعة من سبع كليات، الزراعة، العلوم والآداب، الفنون، الأعمال، التربية والتعليم، الهندسة، الصحة، والقانون.
تعتبر الجامعة مصدرا للنشاط الثقافي المتنوع في المدينة بل والولاية أيضًا ابتداءا من الأحداث الرياضية إلى الأحداث الموسيقية.
توجد بها أكثر من 150 منظمة طلابية وبها مركز التراث الأمريكي.

## حقائق
- جريدة نيويورك تايمز تسمي الجامعة ارخص جامعة واحسن ناتج
- تمتلك الجامعة أفضل فريق محاورة ونقاش في الولايات المتحدة
- المنطقة السكنية في الجامعة هي أكثر المناطق كثافة سكانية في الولاية
- مبنى وايت هول هو أطول مبنى في الولاية وبه 12 طابقا.
- الجامعة هي ارفع جامعة اميركية تقع على ارتفاع كيلومترين
- حين يمتليء ملعب الجامعة (وار مموريل) فانه يصبح ثالث أكبر مدينة في الولاية!
- هي ابرد جامعة في الصيف

## من الخريجين
- محمد الماضي - نائب رئيس مجلس إدارة والرئيس التنفيذي لشركة سابك السعودية
- ديك تشيني - نائب الرئيس الاميركي وعضو كونغرس سابق
- ديف فرودنثال - حاكم الولاية
- ماثيو شيبارد - ضحية جريمة كراهية
- الآن سيمبسون - عضو كونغرس سابق